# Pays de La Souterraine
Le pays de la Souterraine ou pays Sostrannais ou encore pays Sostranien est une région naturelle de France située au nord du Limousin, dans le département de la Creuse.

## Situation
Ce pays se situe au nord ouest de la Creuse, aux environs de la ville de La Souterraine qui lui a donné son nom.
Il fait transition entre les plaines céréalières du Boischaut Sud, la Haute Marche déjà montagnarde, le Pays de Bourganeuf, le Pays de la Vienne et à l'ouest la Basse Marche. Sa limite nord se trouve près d'Azerables et la limite sud près de Marsac. Le village des Fougères en est la porte d'entrée Est, la RN 20 jusqu'à Saint-Maurice-la-Souterraine et Saint-Étienne-de-Fursac sont à la limite ouest.

### Topographie
Le plaine Sostranéene offre un paysage de petites collines couvertes de prairies. Celles-ci sont souvent délimitées par des haies de noisetiers.

### Hydrographies
De nombreux étangs parsèment le pays, on y pêche la carpe. Le sud est traversé par la rivière Gartempe et deux de ses affluents l'Ardour et le Peyroux. Dans la partie nord de nombreuses rivières prennent leur source mais ne coulent que sur quelques kilomètres dans cette région.

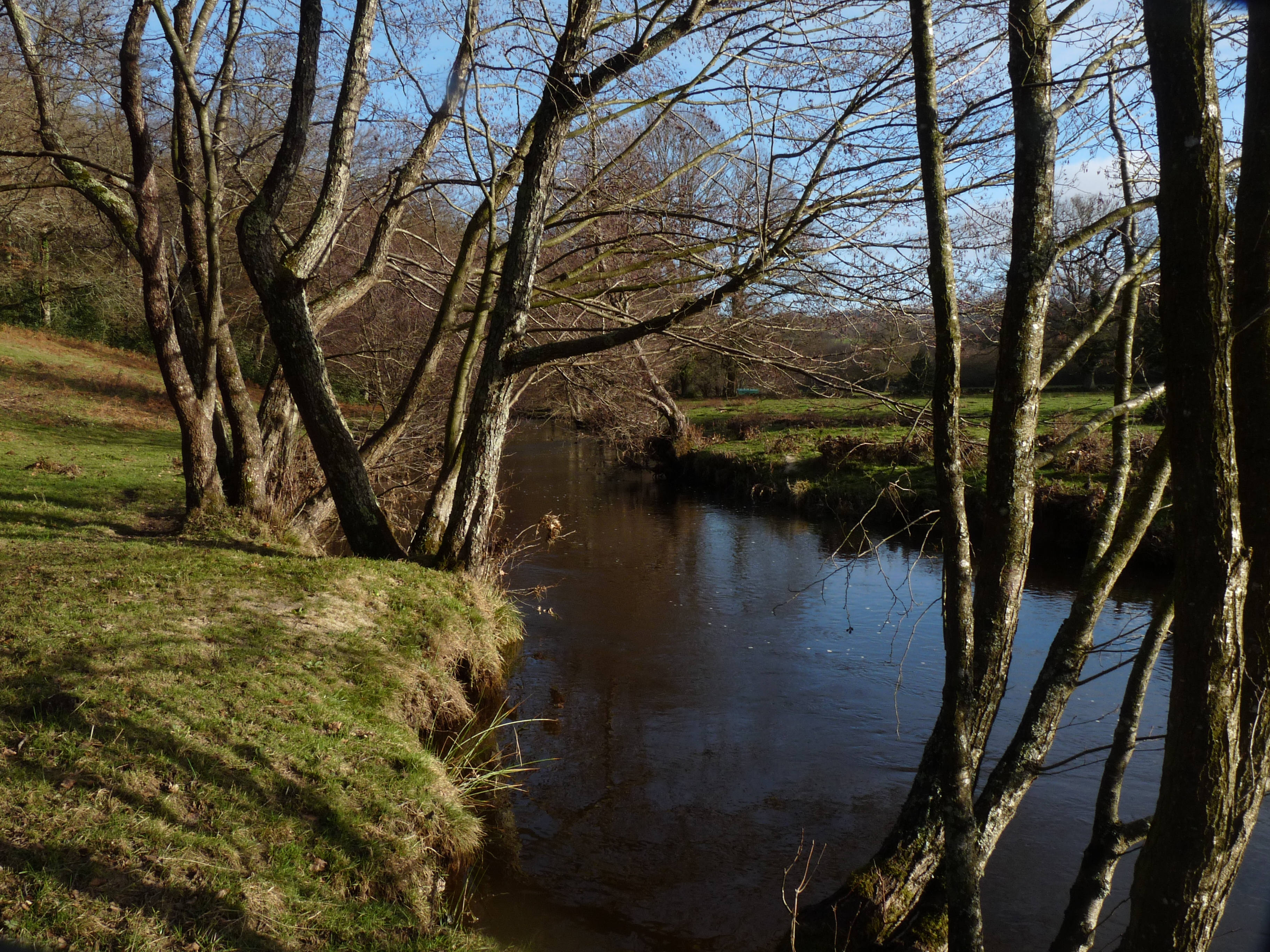
L'Ardour près de La Prade

| Affluents de la Creuse                                                                                                | Étangs                                                            |
| --- | ----------------------------------------------------------------- |
| - La Gartempe - Le Peyroux - L'Ardour - La Semme - La Brame - La Planche Arnaise - La Benaize - L'Abloux - La Sédelle | - Étang de la Chaume - Étang de la grande Cazine - Étang du Cheix |